# Biotinidasbrist
Biotinidasbrist (BIOT, BTD) är en medfödd metabol sjukdom som innebär att kroppen inte kan återanvända biotin, vitamin B7, som behövs vid omsättningsprocesser i kroppen. Orsaken är autosomalt recessivt nedärvda mutationer i BTD-genen som resulterar i avsaknad av enzymet biotinidas. Barnet föds oftast friskt men utvecklar inom de första 3–6 levnadsmånaderna symptom som muskelsvaghet, hörsel- och synproblem, kramptillstånd, utvecklingsstörning och hudförändringar. I Sverige screenas alla nyfödda för denna ovanliga men lättbehandlade åkomma.

## Genetik
BTD-genen återfinns på korta armen (p-armen) hos kromosom 3 (3p25.1), forward strand. Genen är ca 24 Kbp lång, innehåller fyra exoner och har 12 olika transkript. Den är associerad med 3 olika fenotyper varav en yttrar sig som biotinidasbrist.
För fenotypen har 164 olika mutationer återfunnits. Dessa utgörs av SNP:er som ger upphov till missense-, nonsense-, frameshift- och splicesitemutationer. Nyligen har man upptäckt att även deletioner förekommer. De flesta patogena mutationer orsakar total eller nästintill total förlust av enzymaktiviteten.

## Mekanism
BTD-genen kodar för det enzymatiska proteinet biotinidas. Enzymets uppgift är att frigöra vitaminet biotin (B7) både från dietära proteiner men även från den metaboliska produkten biocytin, som bildas vid olika ämnesomsättningsprocesser. Detta så att biotin kan användas på nytt. Vid en mutation i BTD-genen kommer avsaknad eller sänkt funktion av biotinidas enzymatiska effekt att leda till brist på fritt biotin. Då biotin verkar som ett koenzym till karboxylaser, vilka är nödvändiga vid kroppens omsättningen av aminosyror, kolhydrater och fettsyror, leder detta till en ackumulering av skadliga restprodukter. Dessa är vad som ger upphov till de många symptomen.
Enzymbristen kan vara antingen grav eller av en mildare form beroende på vilka sjukdomsalleler som ärvts. Den grava formen innebär att man har en biotinidasaktivitet som är mindre än 10 procent av den normala. Barnet föds då till synes friskt men börjar inom det första levnadsåret att utveckla symptom. Den mildare formen av biotinidasbrist innebär att man har en enzymaktivitet mellan 10 och 30 procent av den normala. Symptomen är då mildare och kan variera i intensitet beroende på kroppens allmänna hälsotillstånd.

## Symptom och behandling
Symptomen för grav biotinidasbrist uppstår nästan uteslutande inom det första levnadsåret och blir progressivt värre. Obehandlad sjukdom yttrar sig som en rad ospecifika symptom både neurologiska och dermatologiska. Dessa kan vara kramptillstånd, lågt blodtryck, andningsproblem, försenad utveckling, neurosensorisk dövhet, optisk neuropati som i värsta fall leder till blindhet, koordinationssvårigheter, muskelsvaghet, eksem, återkommande svamp- och virusinfektioner, håravfall och ögoninflammation. Den mildare varianten av sjukdomen associeras med färre och oftast lindrigare symptom, till exempel endast dermatologiska sådana som förvärras om personen utsätt för olika stressorer.
Behandlingen är mycket enkel och består av dagligt tillskott av biotin (B7) livet ut. Personer med den mildare varianten kan dock ofta leva flera år utan behandling. Den grava varianten orsakar däremot kraftiga och även livshotande symptom tidigt. Om barnet redan har utvecklat skador på syn och hörsel är de dessvärre oftast irreversibla trots behandling med biotin.

## Nedärvningsmekanism
Sjukdomen ärvs autosomalt recessivt. Att sjukdomen är recessiv innebär att man kan ha en muterad sjukdomsallel utan att uppvisa några sjukdomsymptom. Om två personer som båda bär på anlaget för den skadade genen får barn, är det för varje födsel 25 procent risk att barnet ärver båda sjukdomsallelerna och därmed blir sjukt. Risken att barnet ärver en av föräldrarnas sjukdomsallel och därmed blir asymptomatisk bärare av sjukdomsanlaget är 50 procent. Möjligheten att barnet inte ärver någon av sjukdomallelerna är 25 %. Heterozygoti för två olika sjukdomsalleler, en kopplad till den grava varianten och en till anlaget för den mildare, är den vanligast förekommande varianten. Nedärvningen fungerar fortfarande på samma sätt som för den homozygota, dock yttrar sig sjukdomen i något mildare form med en enzymatisk nedsättning på cirka 20–25 procent av det normala. Att sjukdomen är autosomal innebär att den inte är belägen på någon av könskromosomerna, och därmed ärvs till lika hög grad oberoende av kön.
Penetransen för sjukdomen är hög och så gott som alla barn med två sjukdomsalleler utvecklar symptom. Prevalensen för sjukdomen är däremot väldigt låg. Baserat på världsomfattande screening har man sett att frekvensen för sjukdomen är:
- En på 137 401 för grav biotinidasbrist
- En på 109 921 för mild biotinidasebrist
- En på 61 067 för den heterozygota varianten
- Frekvensen för asymptomatisk bärare är cirka en på 120

Frekvensen är generellt sett högre i befolkningar där släktskapsgifte förekommer.
I Sverige föds det ett till två barn med biotinidasbrist varje år.

## Screening
I Sverige screenar man alla nyfödda för biotinidasbrist genom ett så kallat PKU-test. Man kontrollerar då nivåerna av biotinidas som finns i provet exempelvis via kolorimetrisk analys. För att ta reda på den exakta genmutationen och om individen är homozygot eller heterozygot för allelerna behövs ett lite större blodprov. Från provet sekvensanalyserar man då BTD-genen för att sedan göra en analys av de avvikande eller deleterade basparen i DNA-sekvensen.